# Myōhōji (métro municipal de Kobe)
Myōhōji (妙法寺駅, Myōhōji-eki) est une station du métro municipal de Kobe localisée dans l'arrondissement Suma de Kobe, dans la préfecture de Hyōgo. Elle est exploitée par le Bureau des transports municipaux de Kobe.

## Situation sur le réseau

Plan du métro.

Établie en surface, Myōhōji est située au point kilométrique (PK) 11,7 de la ligne Seishin-Yamate (verte) du métro municipal de Kobe. Elle est située entre la station Itayado, en direction du terminus est Shin-Kōbe, et la station Myōdani, en direction du terminus ouest Seishin-chūō.
Elle dispose de deux quais latéraux encadrant les deux voies de la ligne.

## Histoire
La station Myōhōji est mise en service le 13 mars 1977, lorsque le Bureau des transports municipaux de Kobe ouvre la ligne Seishin-Yamate de Shin-Nagata à Myōdani.

## Services aux voyageurs

### Accès et accueil
La station dispose de 2 accès, un au nord et un au sud. Elle est équipée d'escaliers, d'escaliers mécaniques et d'ascenseurs permettant de passer les voies pour atteindre le quai opposé. La station est accessible aux personnes à la mobilité réduite.

Installations
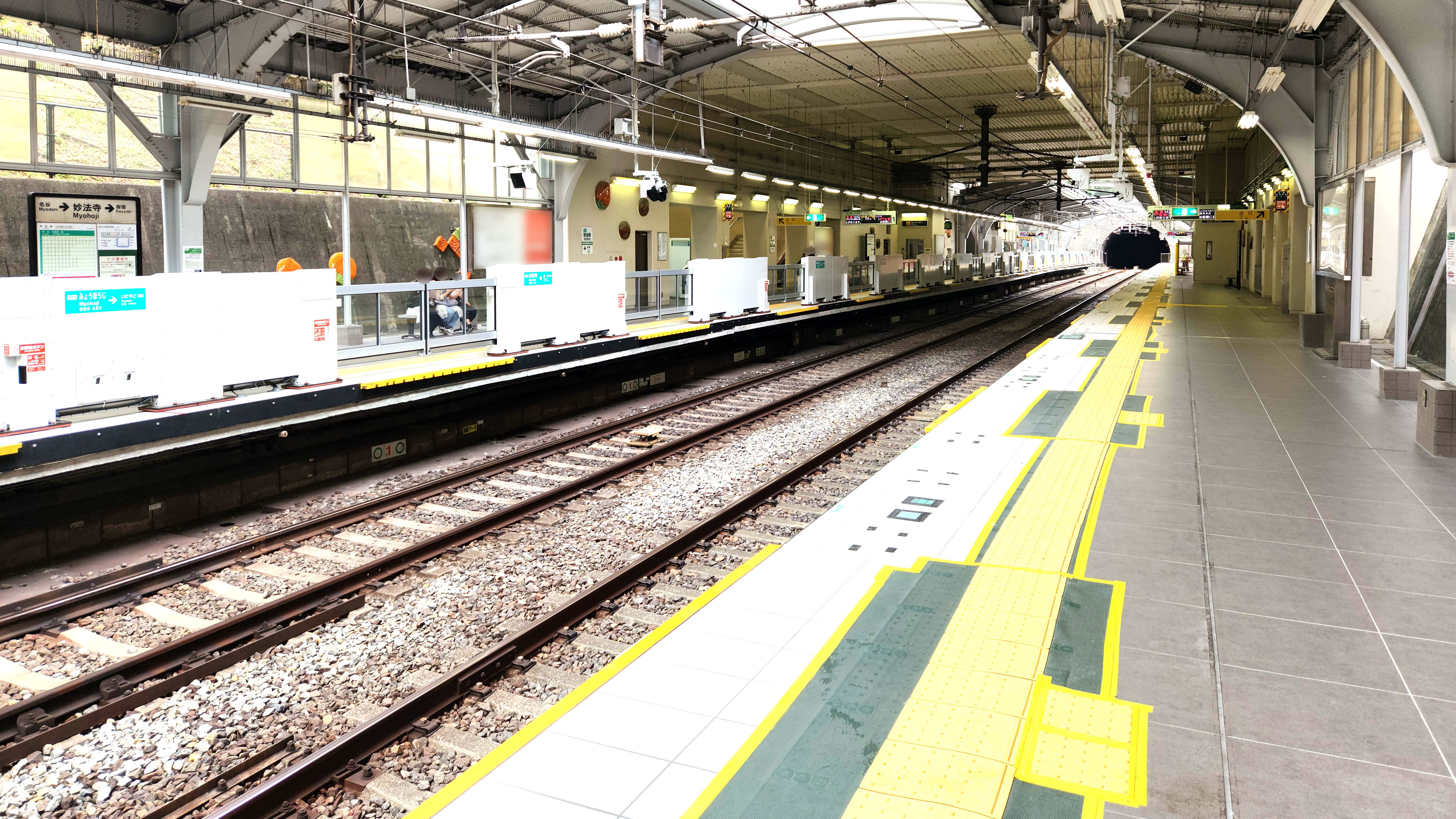
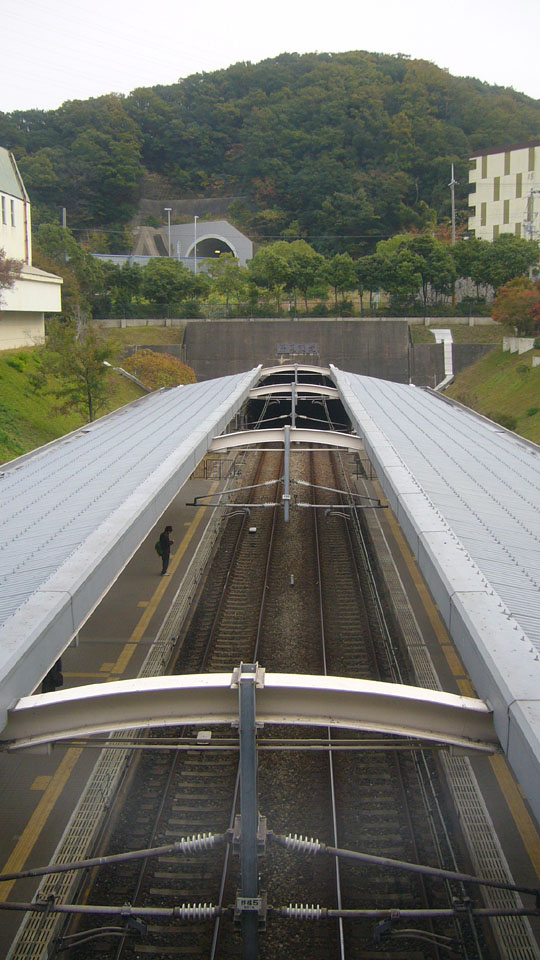

### Desserte
La station Myōhōji est desservie par les rames de la ligne Seishin-Yamate.
| N° de voie | Ligne          | Direction                      |
| ---------- | -------------- | ------------------------------ |
| 1          | Seishin-Yamate | Sannomiya・Shin-Kobe・Tanigami |
| 2          | Seishin-Yamate | Myōdani・Seishin-chūō          |

### Intermodalité
Des bus urbains de la ville de Kobe desservent cette station.